# Kelerméskaya
Kelerméskaya (del ruso: Келермесская) es una stanitsa del raión de Guiaguínskaya en la república de Adiguesia de Rusia. Está situado 9 km al sur de Guiaguínskaya y 21 km al norte de Maikop, la capital de la república, a orillas del río Guiagá y de su afluente el río Kelermés. Tenía 2 749 habitantes en 2010
Es cabeza del municipio Kelerméskoye, al que pertenecen asimismo Vladímirovskoye y Lesnói.

## Historia
Cerca de la stanitsa se encuentran los túmulos Kelermeski, donde se descubrieron hallazgos de entre los siglos VII a. C. y V a. C. meóticos y escitas.

## Personalidades
- Vyacheslav Tkachov (1885-1965), piloto (general), y escritor.